# Гама, Бруну
Бру́ну Алеша́ндре Виле́ла Га́ма (порт. Bruno Alexandre Vilela Gama; 15 ноября 1987, Вила-Верди, Португалия) — португальский футболист, вингер клуба «АЕК (Ларнака)».

## Команды
«Брага» сезоны (2003—2004, 2006—2007), «Порту» (2004—2006), «Витория Сетубал» (2007—2009), «Риу Аве» (2009—2011) все Португалия, «Депортиво Ла-Корунья» Испания (2011—2013). «Днепр» Украина (2013—2016). С 2016 года снова выступает за «Депортиво Ла-Корунья».

## Достижения
- Чемпион Португалии: 2005/06
- Обладатель кубка португальской лиги: 2007/08
- Лучший бомбардир Чемпионата Европы U-17: 2004
- Попал в символическую сборную мира U-20 (2007)
- Финалист Лиги Европы УЕФА: 2014/15